# Омагьосване
„Омагьосване“ (на английски: Bewitched) е романтична комедия от 2005 г., написан, продуциран и режисиран от Нора Ефрон, с участието на Никол Кидман, Уил Феръл, Шърли Маклейн, Майкъл Кейн, Джейсън Шуорцман, Кристин Ченоует (първата й филмова роля), Хедър Бърнс, Джим Търнър, Стивън Колбер, Дейвид Алън Гриър, Майкъл Бадалуко, Карол Шели и Стийв Карел. Филмът се разказва за оставения от работа актьор (Феръл), който открива по време на римейка на „Омагьосани“, че неговата колежка (Кидман) е истинска вещица.
Продуциран и разпространен от Кълъмбия Пикчърс и Ред Уейгън Ентъртейнмънт, филмът е адаптация на едноименния телевизионен сериал (който е продуциран от телевизионното студио на „Кълъмбия“ – „Скрийн Джемс“, днес „Сони Пикчърс Телевижън“). Премиерата на филма е на 24 юни 2005 г.